# Jüdischer Friedhof (Úštěk)
Koordinaten: 50° 34′ 47,7″ N, 14° 19′ 52,7″ O

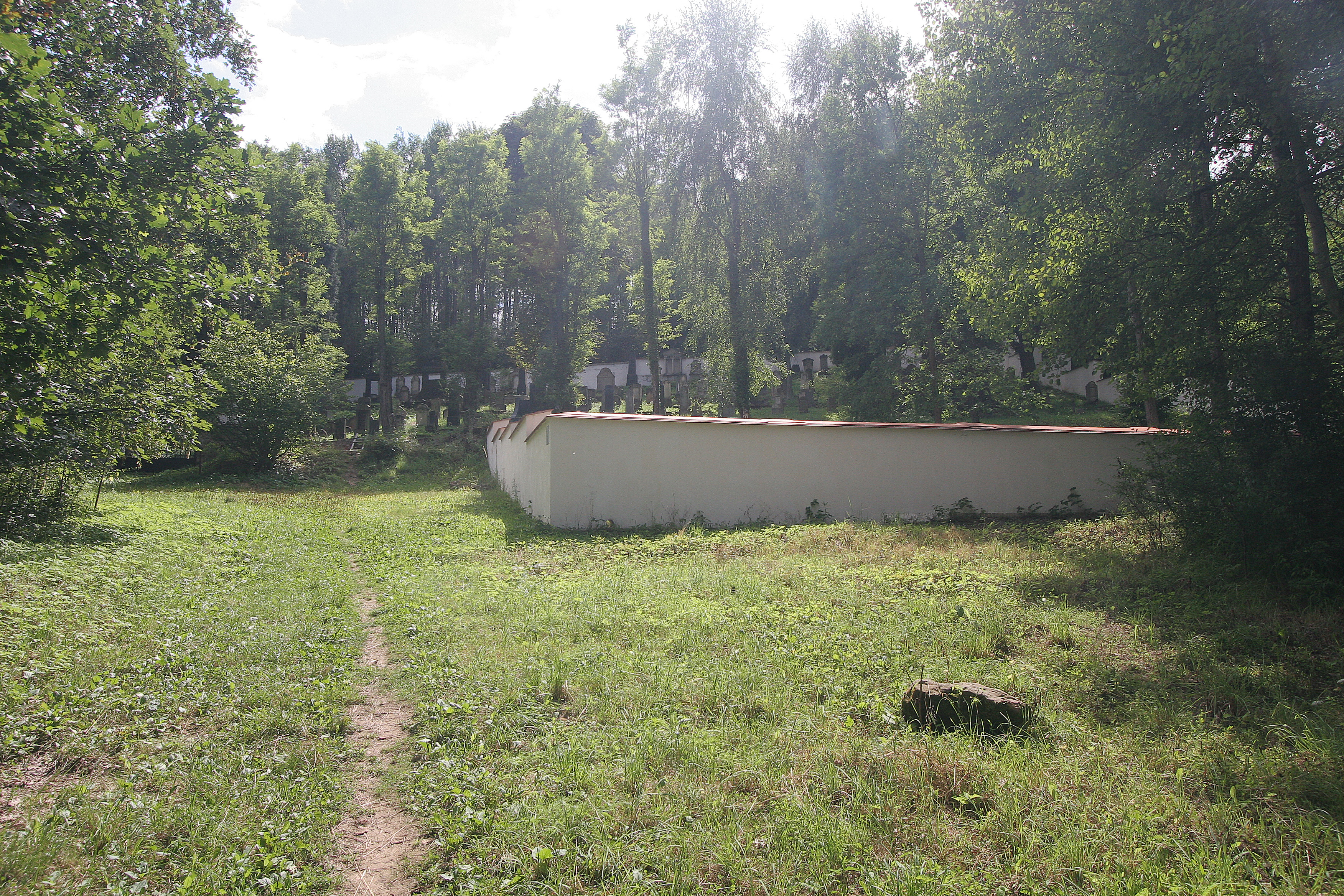
Jüdischer Friedhof in Úštěk

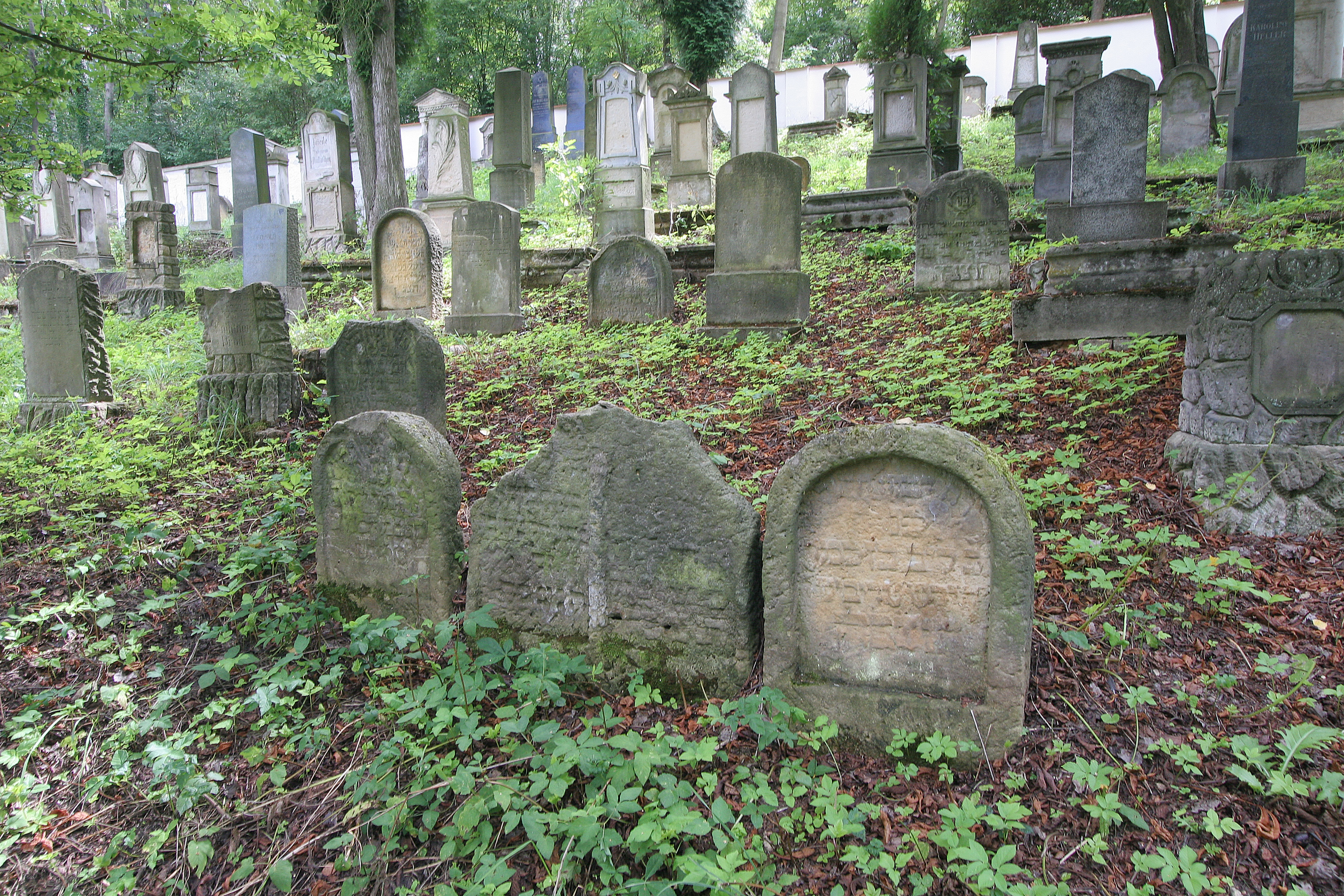
Grabsteine

Der Jüdische Friedhof in Úštěk (deutsch Auscha), einer Stadt im Ústecký kraj in Tschechien, wurde im 16. Jahrhundert angelegt. Der jüdische Friedhof ist seit 1993 ein geschütztes Kulturdenkmal.

## Geschichte
Der jüdische Friedhof liegt auf dem sogenannten Judenberg beim Dorf Lhota. Hier fanden auch die verstorbenen Juden aus der Umgebung ihre letzte Ruhe. Heute sind noch 211 Grabsteine erhalten.